# چوکولوکو (آلاباما)
چوکولوکو (به انگلیسی: Choccolocco) شهرکی در شهرستان کلهون ایالت آلاباما است که مساحت آن ۳۰٫۴ کیلومترمربع است و در سرشماری سال ۲۰۱۰ میلادی، ۲٬۸۰۴ نفر جمعیت داشته و تراکم جمعیتی آن، ۹۲٫۲۴ در کیلومترمربع بوده است.